# Tiken Jah Fakoly

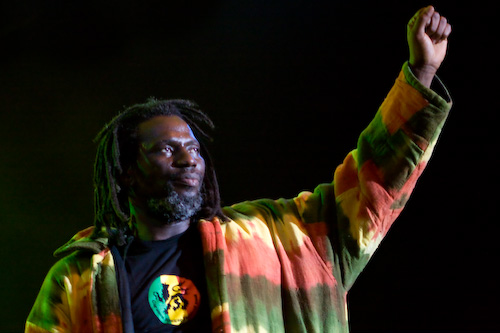
Tiken Jah Fakoly 2008-ban

Tiken Jah Fakoly (Odienné, 1968. június 23. –) elefántcsontparti reggae-énekes. Magyarországon fellépett a Vidor fesztiválon 2014-ben, és 2024. július 1-én a MÜPA-ban, egy akusztikus koncert keretében.

## Lemezei
1. 1993: Les Djelys
2. 1994: Missiri
3. 1996: Mangercratie
4. 1999: Cours d'histoire
5. 2000: Le Caméléon
6. 2002: Françafrique
7. 2004: Coup de gueule
8. 2005: Africa wants to be free